# Синер, Мэгги
Мэгги Синер (англ. Maggie Siner; род. Провиденс) ― американская художница и педагог. Известна своими натюрмортами, пейзажами и портретами.

## Биография
Маргарет Синер родилась в Провиденс, штат Род-Айленд, в еврейской семье. Её предки были эмигрантами из России, которые переехали в США в начале 1900-х годов. Когда она была ещё ребёнком, её родители переехали в Мейплвуд, штат Нью-Джерси. Там же она окончила школу, а в 1968―1969 посещала курсы рисования в Лиге студентов-художников Нью-Йорка. В 1969―1973 годах училась в Бостонском университете и в 1974―1976 годах ― в Американском университете, где также изучала живопись. Во время летней программы изобразительного искусства Бостонского университета в Институте Танглвуд, Ленокс, штат Массачусетс (1971), Синер познакомилась с Робертом Д'Аристой, который впоследствии оказал большое влияние на её творчество. Позже она училась с ним в Американском университете. В 1971 году она получила полную стипендию в Институте Танглвуд, где в течение нескольких лет проходила программу изобразительного искусства. В 1974 году Синер посещала курсы в Школе живописи и скульптуры Скоухана для изучения фресковой живописи.
С 1976 по 1980 год Синер жила во Франции, поселившись на ветряной мельнице XVII века недалеко от Фуво у подножия горы Сент-Виктуар ― горы, ставшей культовой благодаря картинам Сезанна. Она преподавала в Американском институте искусств в Экс-ан-Провансе и провела свою первую персональную выставку в Экс-ан-Провансе в галерее «Друзья искусства». Также она заинтересовалась медициной и прослушала курс на факультете медицины в Университете Марселя. Продолжила свои медицинские исследования и после возвращения в США в 1981 году, изучала анатомию человека в Медицинской школе Джорджтаунского университета в 1986 году. В последующие десятилетия она часто возвращалась во Францию на длительные периоды времени ради образования и для организации своих выставок.
В 1991 году Синер впервые посетила Китай и была приглашена преподавать живопись на художественном факультете Сямэньского университета в 1992 году. Также преподавала там в 1999 и 2004 годах.
Синер посетила Венецию в 2008 году и с тех пор живёт там большую часть года.

## Творчество
Синер входит в число немногих современных художников, работающих исключительно с натуры, пытаясь уловить красоту и смысл мгновения.
Её картина восприятия фокусируется на том, «как мы на самом деле видим вещи, как мы реагируем на цвет и форму физически и эмоционально, как наши глаза двигаются и перемещаются, останавливаются на краю или прыгают в контраст, как мы реагируем на вертикали и горизонтали, как один цвет сменяется другим, как формы создают вес, движение и направляют наши глаза вдоль пути».
В интервью для журнала NashvilleArts Синер о своём говорила следующее: «Я работаю с непосредственно визуальным восприятием,… рисую цвета и формы, создаваемые светом, падающим на вещи, но сами вещи не рисую».